# Johann Conrad von Wernau

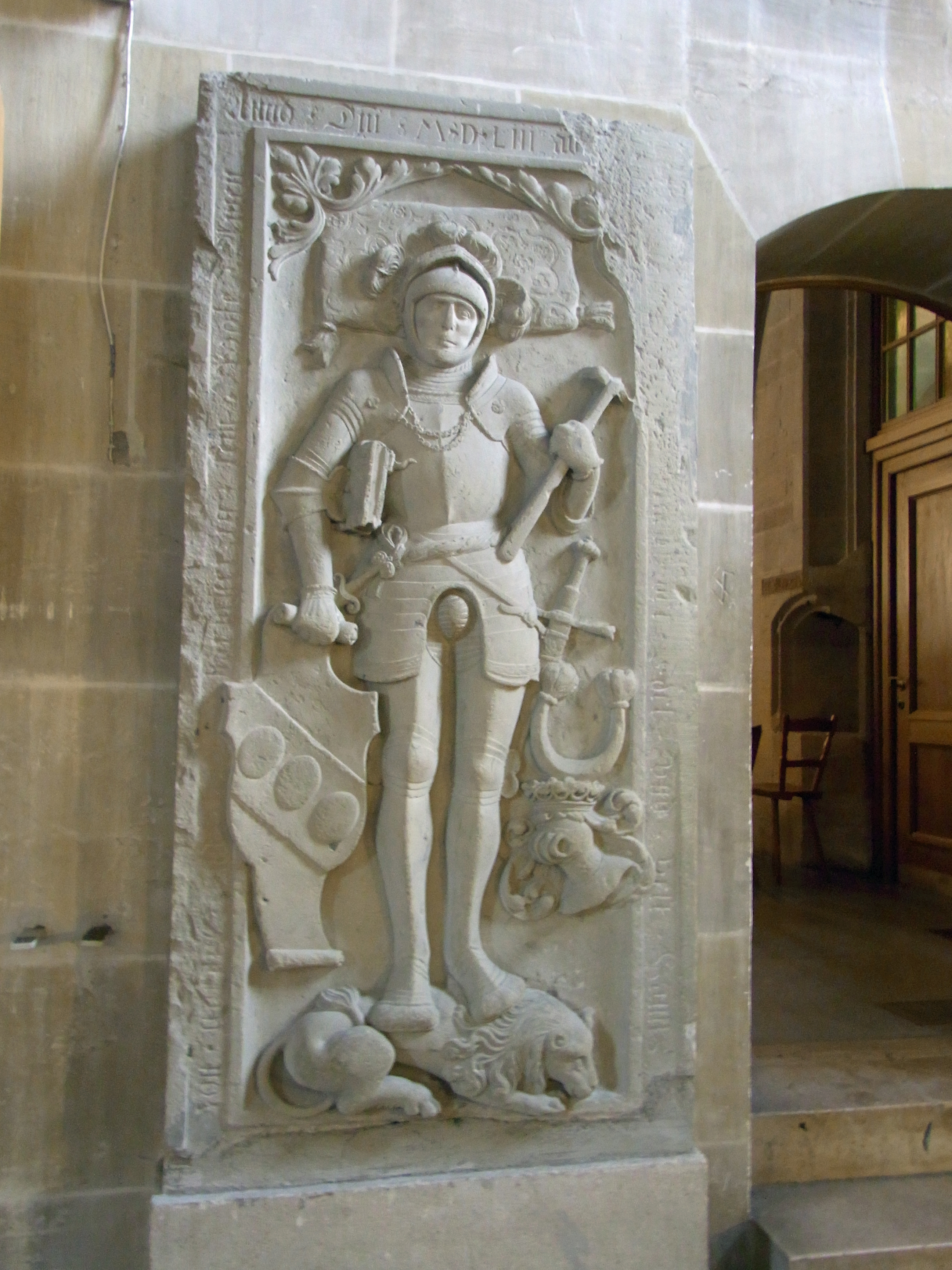
Grabmal Johann Conrad von Wernaus in der Tübinger Stiftskirche

Johann Conrad von Wernau (* um 1533; † 1553 in Tübingen) war ein württembergischer Ritter und Student.

## Leben
Johann Conrad von Wernau war ein Ritter aus dem Geschlecht derer von Wernau, die ab dem 14. Jahrhundert mehrfach erwähnt wurden, weil sie im Gefolge der württembergischen Grafen und Herzöge auftraten. Er hat sich im April 1552 an der Eberhard Karls Universität Tübingen
immatrikuliert.

## Grabmal
Sein der Werkstatt Joseph Schmids zugeschriebenes Grabmal, das heute noch in der Stiftskirche Tübingen erhalten ist, zeigt den Verstorbenen in einer uneindeutigen Stehend-Liegend-Darstellung. Er steht als Symbol der Stärke oder als Hinweis auf das ewige Leben auf einem Löwen, aber das Kissen unter seinem Kopf erweckt den Eindruck des Liegens. Ein Streithammer in seiner linken Hand, ein Dolch sowie ein Schwert zeichnen ihn als Ritter aus. In der rechten Hand hält er eine Pergamentrolle mit seinem Wappen, unter seinem rechten Arm klemmt die Bibel oder ein wissenschaftliches Buch, das vermutlich für seinen wissenschaftlichen Besitz steht. Die Gegenstände verdeutlichen, dass er nicht nur dem Adel angehörte, sondern ein gebildeter junger Mann war.